# 索莱兹
索莱兹（法語：Solaize，法語發音：[sɔlɛz]）是法国里昂大都会的一个市镇，属于里昂区。

## 地理
索莱兹（45°38'23"N, 4°50'25"E）面积8.1 平方千米，位于法国奥弗涅-罗讷-阿尔卑斯大区里昂大都会，后者为法国的一个特殊地位集体，自2015年脱离罗讷省成立，位于法国中东部，中心城市为里昂。
与索莱兹接壤的市镇（或旧市镇、城区）包括：伊里尼、韦尔奈松、费赞、奥宗河畔圣桑福里安、罗讷河畔塞雷赞。
索莱兹的时区为UTC+01:00、UTC+02:00（夏令时）。

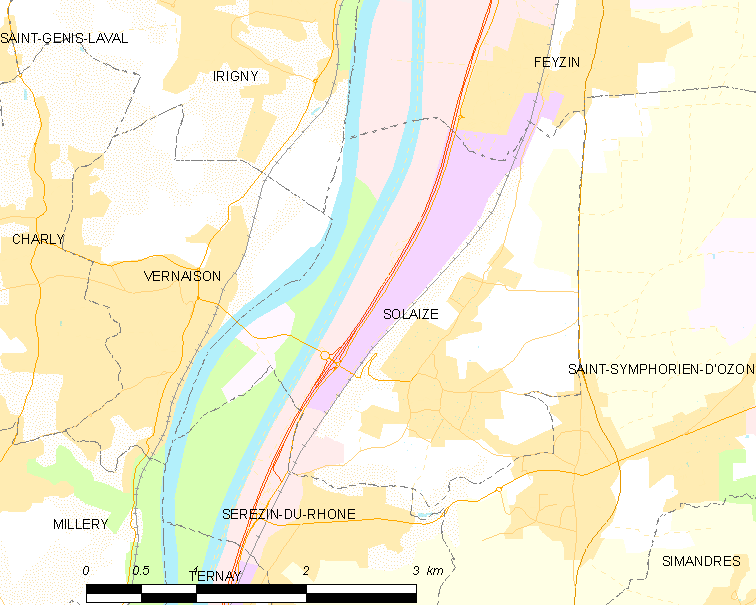
索莱兹的OSM定位图

## 行政
索莱兹的邮政编码为69360，INSEE市镇编码为69296。

## 政治
索莱兹的现任市长为居伊·巴拉尔（Guy Barral）先生，任期为2020-2026年。

## 人口

1962-2008年间索莱兹人口变化图示

索莱兹于2022年1月1日时的人口数量为3131人。